# Stefania oculosa
Stefania oculosa är en groddjursart som beskrevs av Señaris, Ayarzagüena och Stefan Gorzula 1997. Stefania oculosa ingår i släktet Stefania och familjen Hemiphractidae. IUCN kategoriserar arten globalt som otillräckligt studerad. Inga underarter finns listade i Catalogue of Life.